# Somanniathelphusa kyphuensis
Somanniathelphusa kyphuensis is een krabbensoort uit de familie van de Gecarcinucidae. De wetenschappelijke naam van de soort is voor het eerst geldig gepubliceerd in 1975 door Dang.